# Sinkó Ottó
Sinkó Ottó (Balassagyarmat, 1958. január 19. –) magyar villamosmérnök, üzletember. A Videoton Holding Zrt. vezérigazgatója, melynek 26,475%-ban a tulajdonosa.
Vagyonát 2023-ban 75,5 milliárd és 99 milliárd forint közöttire becsülték, és evvel a leggazdagabb magyarok éves rangsoraiban az ország huszonharmadik leggazdagabb milliárdosaként tartották számon.
A 2025-ös Befolyás-barométer szerint ő Magyarország 50. legbefolyásosabb személye.

## Életrajz

### Tanulmányai
A Budapesti Műszaki Egyetemen diplomázott villamosmérnökként 1982-ben. 1991 és 1994 között Master of Business Administration (MBA) képzést végzett a Brunel Egyetemen.

### Munkássága
1982-től a Medicornál szoftverfejlesztő mérnökként kezdett dolgozni. 1983-től Műszertechnikánál kezdett dolgozni fejlesztő mérnökként, majd osztályvezetőként. A Műszertechnika USA-beli leányvállalatának 1988 és 1990 között a rezidens igazgatója volt. 1996-tól Lakatos Péterrel megosztva a Videoton Holding Zrt. vezérigazgatója. 2016-tól a Szegedi Tudományegyetem konzisztóriumának bizottsági tagja, 2021-től pedig az Óbudai Egyetem Rudolf Kalman Óbudai Egyetemért Alapítvány kuratóriumának tagja.

## Díjak, kitüntetések
- A Magyar Érdemrend lovagkeresztje – Polgári tagozat (2015)[8]